# Maryna (poemat)

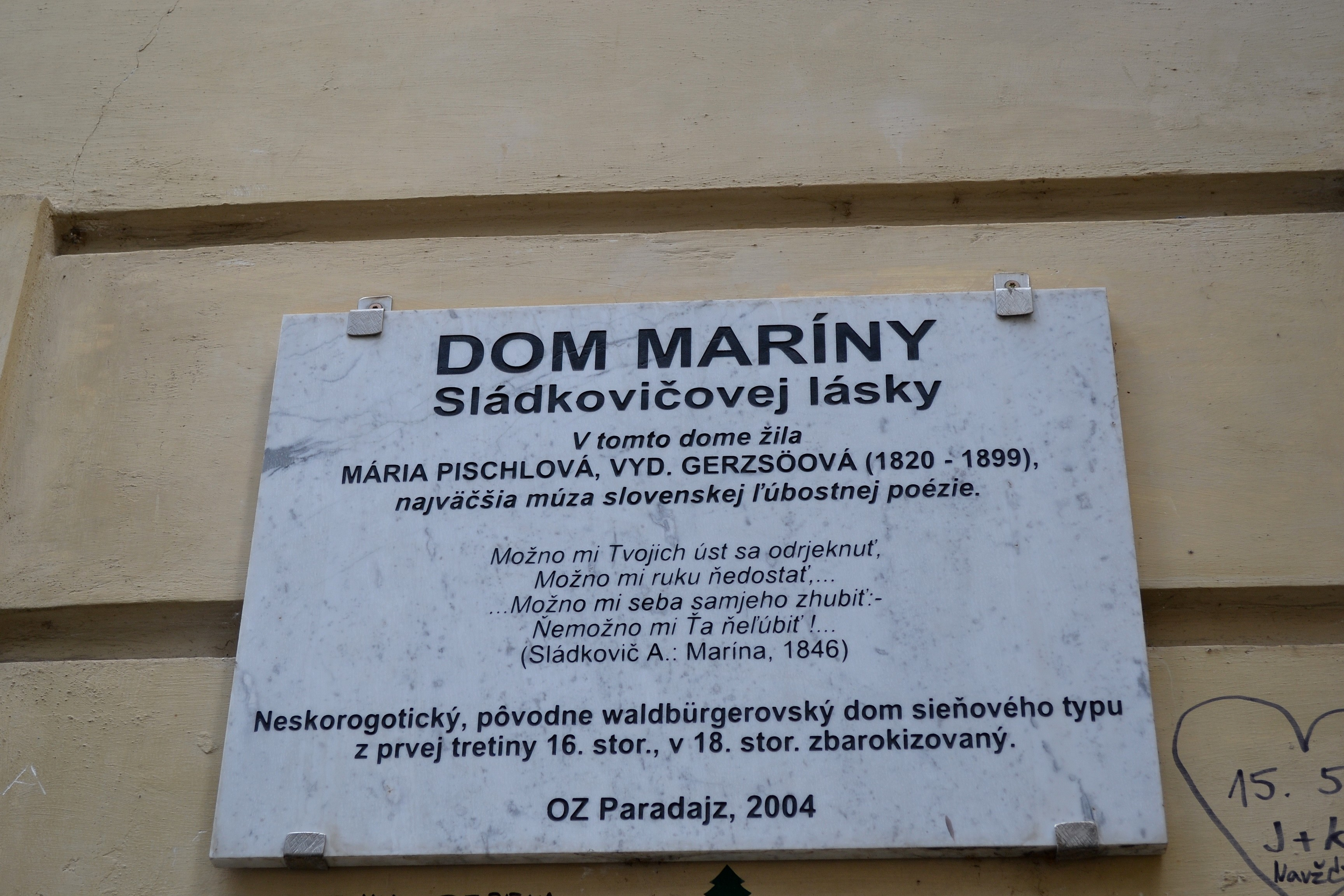
Tablica pamiątkowa na domu w Bańskiej Szczawnicy, w którym mieszkała Mária Pišlová (Pischlová), ukochana Andreja Sládkoviča. Zacytowany fragment (z najsłynniejszej strofy 41): Mogę warg twoich nie zaznać wcale, mogę twej ręki nie dostać, (...) mogę się zabić w gorzkiej potrzebie, nie mogę nie kochać ciebie!

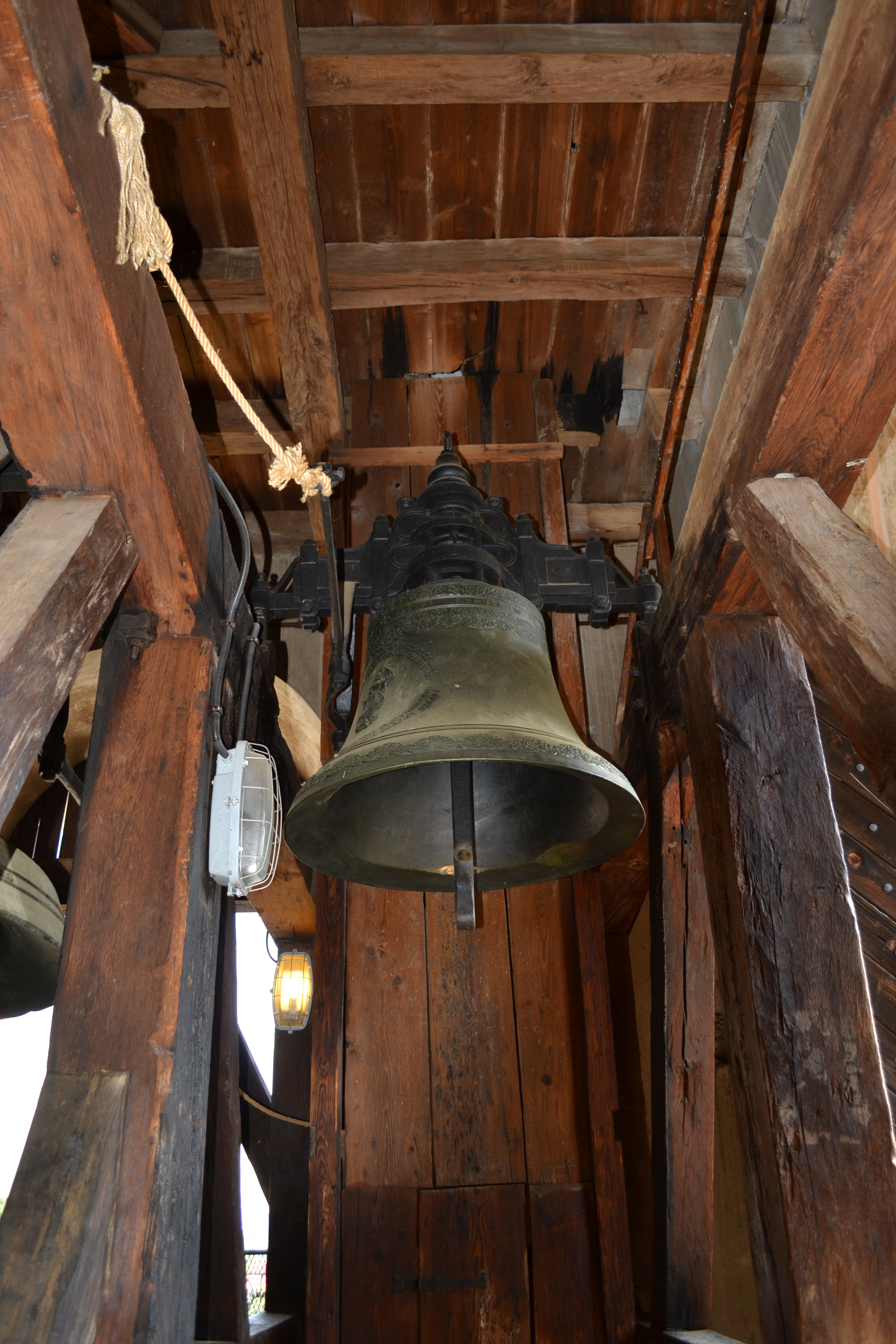
Z oblakov? Z veže zvoní hodina: Čo zvoní? Nie pohrab smutný? / Zegar na wieży dzwoni od rana, dzwoni na pogrzeb, pożogę... (strofa 7)

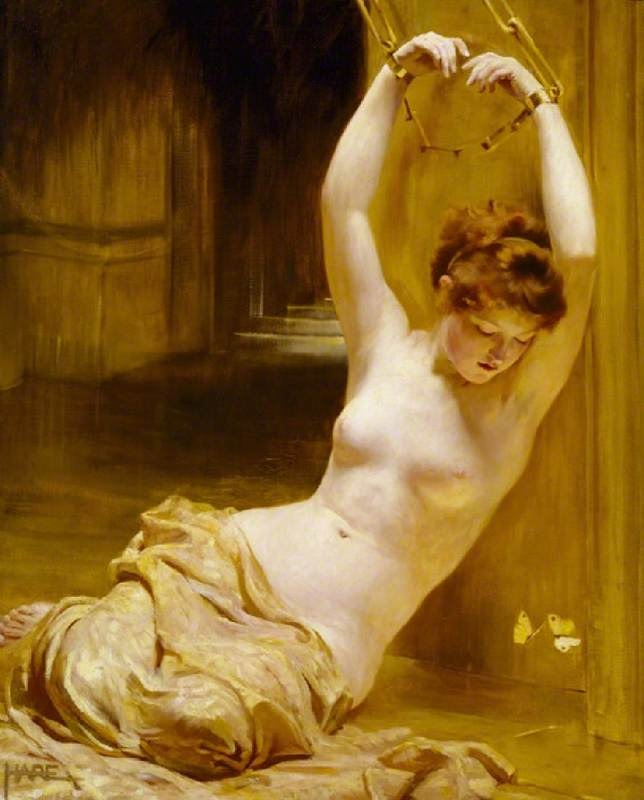
(...) náramnice zlaté, načo by vás sňala, keď slobodu svoju otrokovi dala! / Tkwijcie, bransolety, na jej rękach ciasno, bo niewolnikowi dała wolność własną (strofa 22)

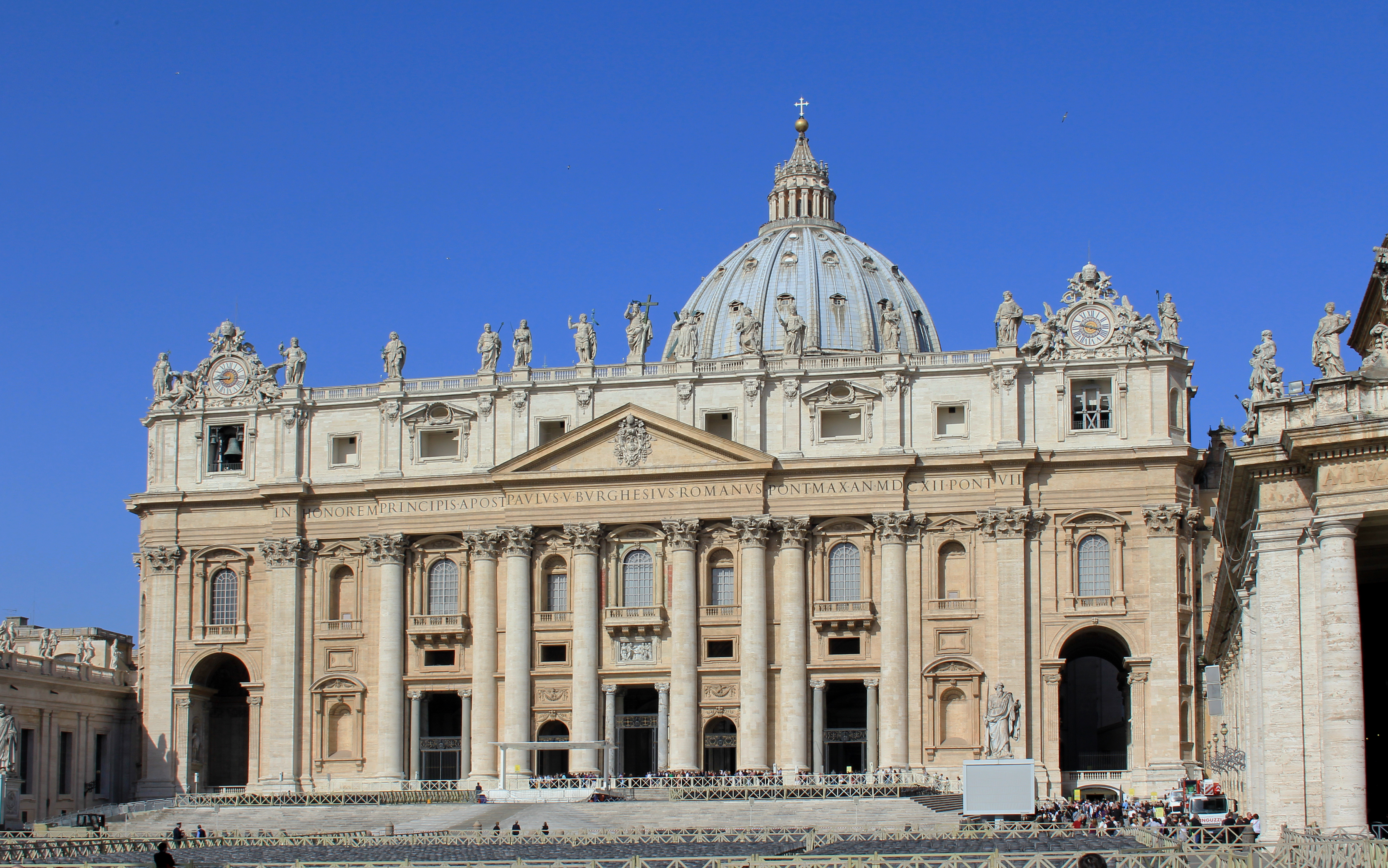
Potom? – Ach, to je Petra svätyňa v ohradách rimanskej slávy... / A tu? – San Pietro i stare mury Rzymu, co wsławił się ongi... (strofa 56)

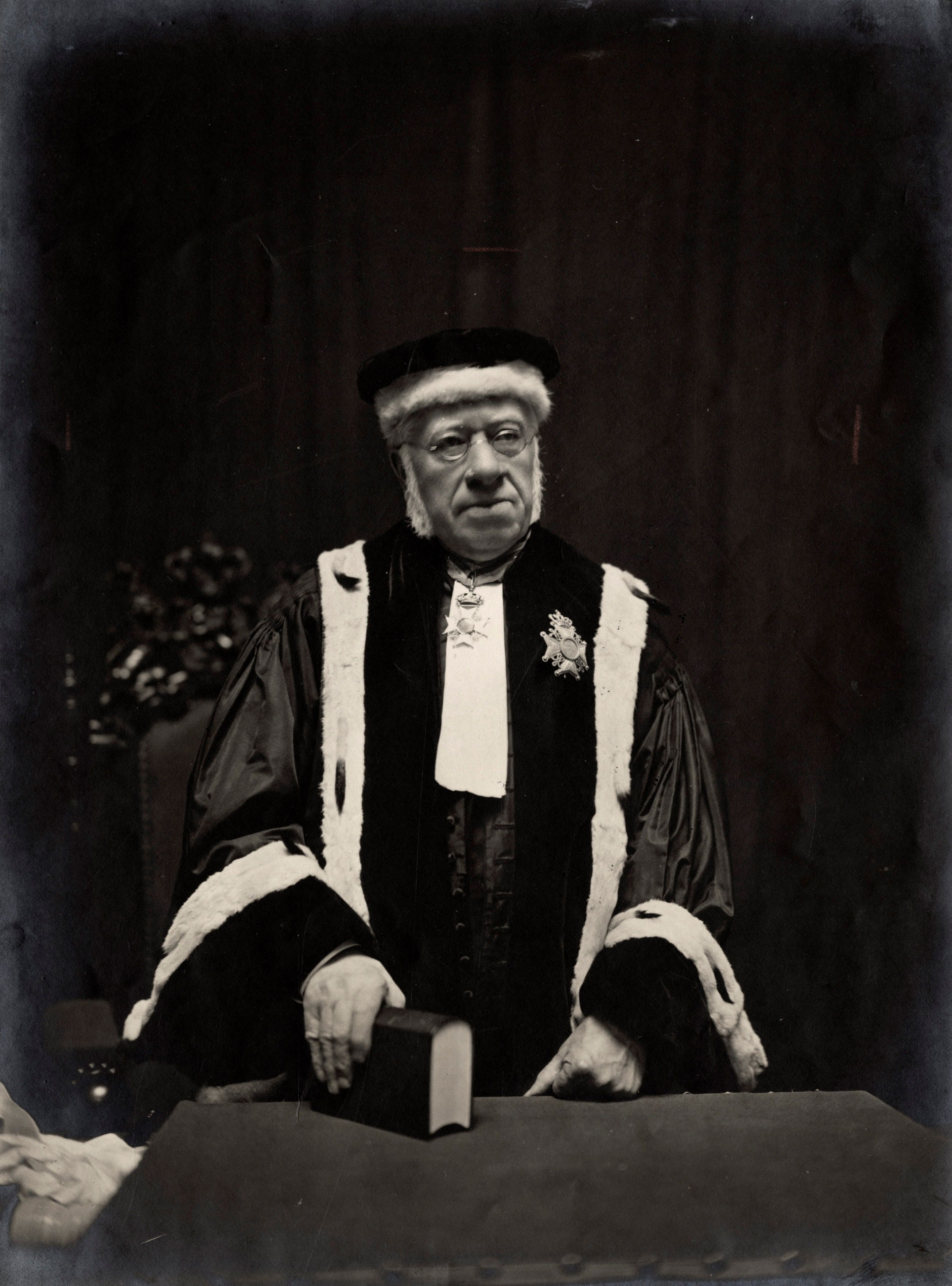
Aké sú hromy hrozných vlád sveta? Či jesto aké nešťastie? / Jakie są władzy ciosy najlepsze? Jakiej pierwszeństwo dać krzywdzie? (strofa 129)

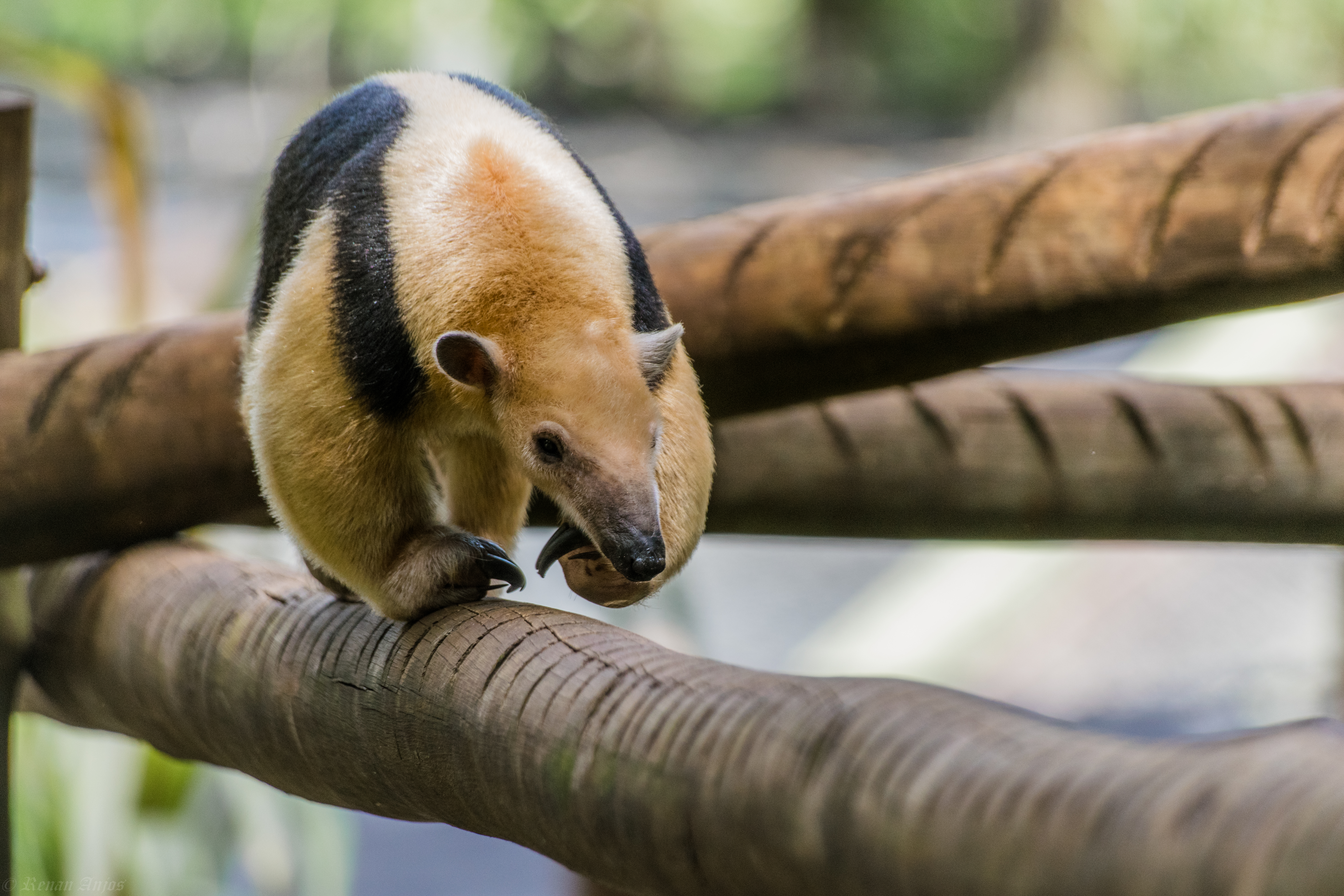
(...) a o ideách medveď mumlavý v zápaloch svätých nevraví / Wzniosła idea do krasomówstwa nie zapali mrówkojada (strofa 153)

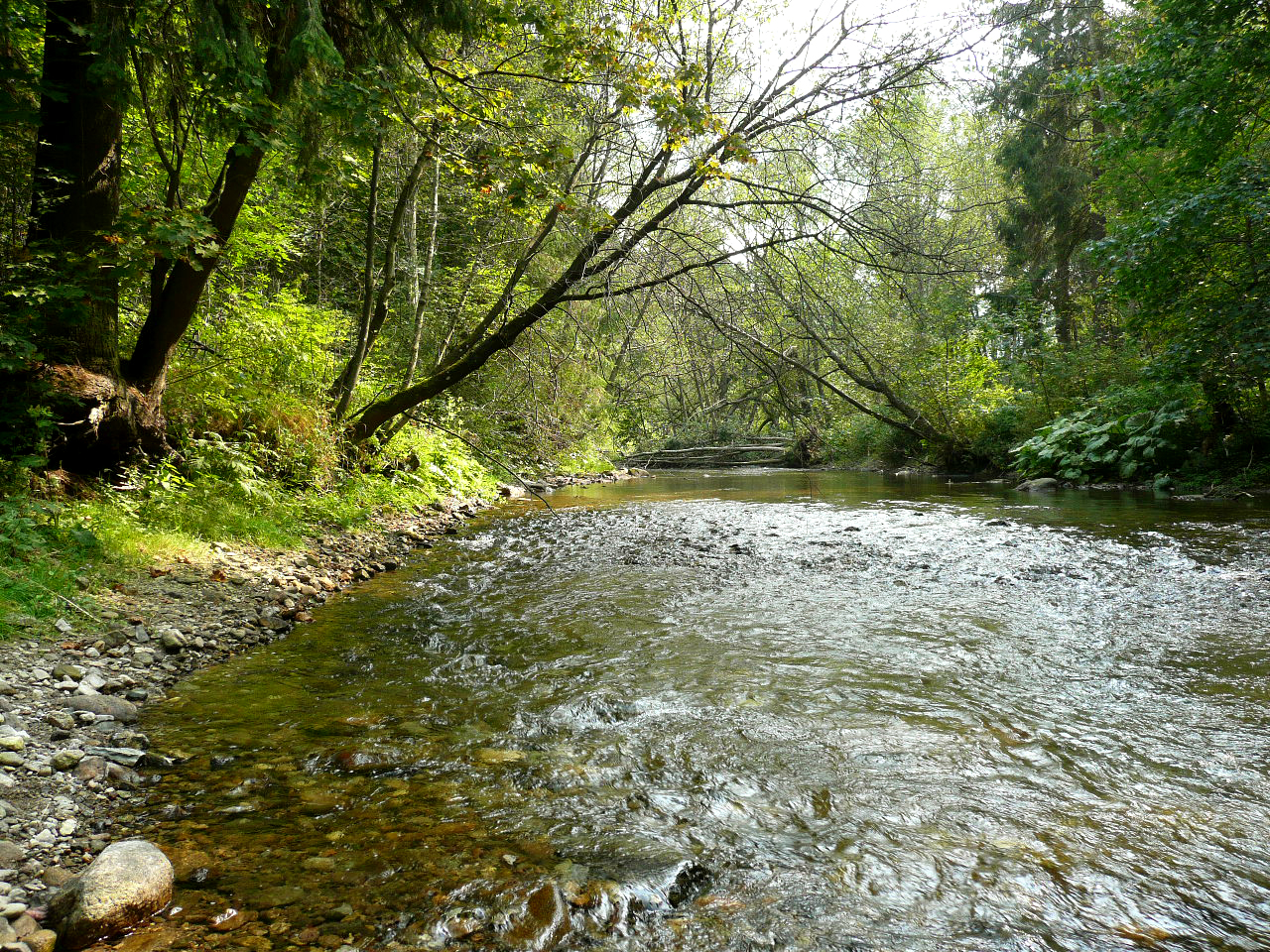
Tam pod Ďumbierom zámok z mramoru kryje vôd tých spenený vier... / Hen pod Dziumbierem Hron wzbiera wirem, co wiedzie w dwór marmurowy (strofa 205)

Maryna (słow. Marína) – poemat słowackiego poety romantycznego Andreja Sládkoviča, ukończony w 1845 roku, a opublikowany rok później.

## Treść poematu
Utwór opowiada o nieszczęśliwej miłości autora do Márii Pišlovej, którą despotyczna matka wydała za przedsiębiorcę cukierniczego. Fabuła Maryny jest stosunkowo słabo zarysowana, co pozwala ją klasyfikować jako poemat dygresyjny. Autor pragnął, aby treść poematu była rozpatrywana całkowicie odrębnie od jego życiorysu, używając sformułowania „z rezultatów życia duchowego niech sobie utworzą wyobrażenie”. Utwór powstał w dialekcie zachodniosłowackim, znacznie przyczyniając się do podniesienia go do rangi języka literackiego.
W Marynie fragmenty poświęcone miłości do tytułowej bohaterki (charakteryzujące się synkretyzmem rodzajowym, z cechami liryki i epiki) wyraźnie odróżniają się od ustępów poświęconych społeczeństwu, które przyjmują kształt liryki refleksyjnej z elementami wczesnego symbolizmu. Cztery zagadnienia najczęściej poruszane w poemacie to piękno, miłość do Maryny, miłość do Słowacji i młodość.
Maryna jest w utworze realną postacią, ale także ucieleśnieniem piękna, traktowanego nie tylko fizycznie, a silnie powiązanego z prawdą i moralnością. Autor bezkompromisowo krytykuje społeczeństwo, które nie pozwala na swobodne wyrażanie uczuć, zarazem jednak odczuwa wobec niego wciąż głębsze zobowiązania. Znaczne fragmenty utworu poświęcone są opieraniu się pokusom. Młodość nie jest opisywana jako przemijający wiek, tylko trwały stan ducha: rozwinięcie tej koncepcji bywa uważane za największe osiągnięcie Sládkoviča. Często wspominany jest w poemacie słowacki krajobraz naturalny. Autor wychwala urodę miejsc takich jak Sitno, Hron czy Tatry (wzmiankowane już w pierwszej strofie). Pisze także o lokalnym folklorze, na przykład przetrwałej w tradycji ustnej kołysance Hoja d'und'a hoja.
Najczęściej cytowane fragmenty poematu to strofa 41, określana jako najbardziej oryginalne wyznanie miłosne w historii literatury, oraz spajająca miłość romantyczną i patriotyczną strofa 73 (Vlasť drahú ľúbiť v peknej Maríne, Marínu drahú v peknej otčine, a obe v jednom objímať! – Ojczyznę kochać w pięknej Marynie, Marynę w pięknej mojej krainie, tuląc je w jednym uścisku).

## Proces twórczy
Andrej Sládkovič podlegał różnym inspiracjom, spośród których najistotniejsze mogły pochodzić od Adama Mickiewicza: w Marynie rozwijane są niektóre wątki Ody do młodości, a w mniejszym stopniu także ballad polskiego wieszcza. Wspomina się czasem o przynależności do nurtu szturowców, choć sam Ľudovít Štúr skrytykował poemat, nie dostrzegając zawartego w nim patriotyzmu. Biorąc pod uwagę słowackich autorów, bliższe związki mogły łączyć Sládkoviča jedynie z Jánem Kollárem. Możliwe jest czerpanie wzorców od Goethego i Puszkina. Sporadycznie porównuje się autora Maryny z Janem Kochanowskim.
Wcześniejsze próby poetyckie autora nie ustępowały technicznie poematowi, ale brakowało w nich głębszej myśli przewodniej. Samo powstawanie Maryny osnute jest mgłą tajemnicy. Rozbieżności w źródłach są istotne: być może przymusowe małżeństwo Márii Pišlovej było bodźcem do rozpoczęcia prac nad poematem, a być może spowodowało jedynie pewne korekty w fabule już ukończonego dzieła. Wiadomo, że jeszcze pod koniec powstawania utworu autor rozważał porzucenie go, nie dowierzając swojemu talentowi. Ostatnie strofy, których wymowa sugeruje znaczną poprawę stanu psychicznego Sládkoviča, były gotowe późną zimą 1845 roku.

## KonstrukcjaMaryny
Utwór jest poprzedzony dwoma mottami, z Williama Szekspira i Aleksandra Puszkina. Zastosowany fragment Hamleta (Methinks, I see... Where? – In my mind's eyes) jest także mottem ballady Mickiewicza Romantyczność, co stanowi kolejny ślad powiązań pomiędzy poetami.
Maryna napisana jest głównie strofą dziesięciowersową, złożoną z wersów dziesięciozgłoskowych i ośmiozgłoskowych. Składa się z 2900 wersów podzielonych na 291 strof. Przeważa charakterystyczna decyma Sládkoviča o kształcie (5+5)a/8b/(5+5)a/8b/(5+5)c/(5+5)c/8d/(5+5)e/(5+5)e/8d. Choć przeplot dziesięciozgłoskowców symetrycznych i ośmiozgłoskowców nietrochejowych występował już u Mickiewicza, taki układ strofy był oryginalnym pomysłem autora. Jedynie pięć strof (14–17 i 108) to oktostychy. Tylko sporadycznie (strofy 22, 108) wersy dochodzą do dwunastu sylab długości. Najprawdopodobniej autor rozwijał i uszlachetniał wzorce metryczne zaczerpnięte z poezji ludowej.

## Początek utworu
Maryna rozpoczyna się wyrażeniem afirmacji piękna. Badacze zwracają uwagę na to, że uczucie opisane w poemacie to miłość nie tylko do tytułowej Maryny, ale także do ziemi słowackiej i życia w ogólności. Pierwsza strofa: 
Ja sladké túžby, túžby po kráse

spievam peknotou nadšený,

a v tomto duše mojej ohlase

svet môj je celý zavrený;

z výsosti Tatier ona mi svieti,

ona mi z ohňov nebeských letí,

ona mi svety pohýna;

ona mi kýva zo sto životov:

No centrom, živlom, nebom, jednotou

krás mojich moja Marína!

## Polski przekład
Poemat przetłumaczył na język polski Józef Waczków, korzystając także z polskich wzorców romantycznych i ludowych. Nakład wyniósł jedynie 2290 egzemplarzy. Prace nad przekładem trwały niespełna rok. Pierwsza strofa została przezeń oddana następująco:
Śpiewam za pięknem jasne tęsknoty,

za pięknem, co mnie porywa.

W pieśni jest cały mój świat, świat złoty,

który dusza w snach odkrywa.

Piękno z wierzchołków Tatr ku mnie świeci,

z niebiosów blaskiem skrzydlatym leci,

światy mi w mroku poczyna.

Migoce do mnie istnień tysiącem,

lecz życiem piękna, żywiołem, słońcem,

jest dla mnie moja Maryna!

## Recepcja dzieła
Maryna jest uznawana za jeden z najważniejszych utworów miłosnych w historii, porównywalny z Romeem i Julią Szekspira. Przełożono ją na język polski, czeski, francuski, węgierski, chorwacki i niemiecki. W Bańskiej Szczawnicy znajduje się muzeum poświęcone poematowi, natomiast w Martinie przechowywany jest jego rękopis, uważany za jeden z najcenniejszych zabytków literatury słowackiej. Na żelaznych kratach muzeum w Bańskiej Szczawnicy słowackie pary zwyczajowo umieszczają kłódki symbolizujące ich miłość.
Dla Słowaków Maryna jest najważniejszym dziełem romantyzmu krajowego, opisywanym często jako epos narodowy. Nie stanowi jednak typowego utworu romantycznego i pod wieloma względami wyprzedza swoją epokę. W szkołach słowackich omawiana jest wyczerpująco w ósmej klasie. Dawniej powszechne było wygłaszanie długich fragmentów z pamięci, znane są także próby recytacji całości.